# Référendum constitutionnel français de 1945
Le référendum constitutionnel de 1945 a lieu le 21 octobre 1945 en France afin de déterminer la marche à suivre pour l'élaboration ou non d'une nouvelle constitution. Les électeurs sont appelés à se prononcer sur le caractère constituant ou non de la législature à élire, ainsi que sur l'adoption d'un texte constitutionnel de transition en cas de réponse positive à la première question.
En votant en faveur des deux propositions à de très larges majorités, les Français mettent fin à la Troisième république. Cette nouvelle phase de la période de transition faisant suite à la Libération aboutit un an plus tard à l'adoption de la Constitution du 27 octobre 1946.

## Contexte
À la sortie de la Seconde Guerre mondiale, les lois constitutionnelles sont discréditées au vue de la faiblesse du régime dans le contexte de l'invasion de 1940. Sans avoir été abrogées par le gouvernement provisoire elles sont de fait suspendues depuis juin 1940. 
Par conséquent, après la fin de la guerre, la question du rétablissement des institutions constitutionnelles fait débat, le mandat de la chambre des députés a pris fin en 1942 et l'assemblée consultative n'a pas seul le pouvoir législatif. Le président de la république n'ayant pas démissionné, la question de sa reprise de fonction est également en question mais rapidement écarté par l'intéressé.
Dans ce contexte, le gouvernement provisoire dirigé par le général De Gaulle décide collectivement de convoquer un référendum national (inédit depuis 1870) ayant lieu en même temps que les élections législatives, sur la question de la rédaction par la future Assemblée d'une nouvelle constitution. Une seconde question portant sur la loi constitutionnelle organisant les pouvoirs publics jusqu'à la promulgation de la future constitution.

## Référendum du 21 octobre 1945

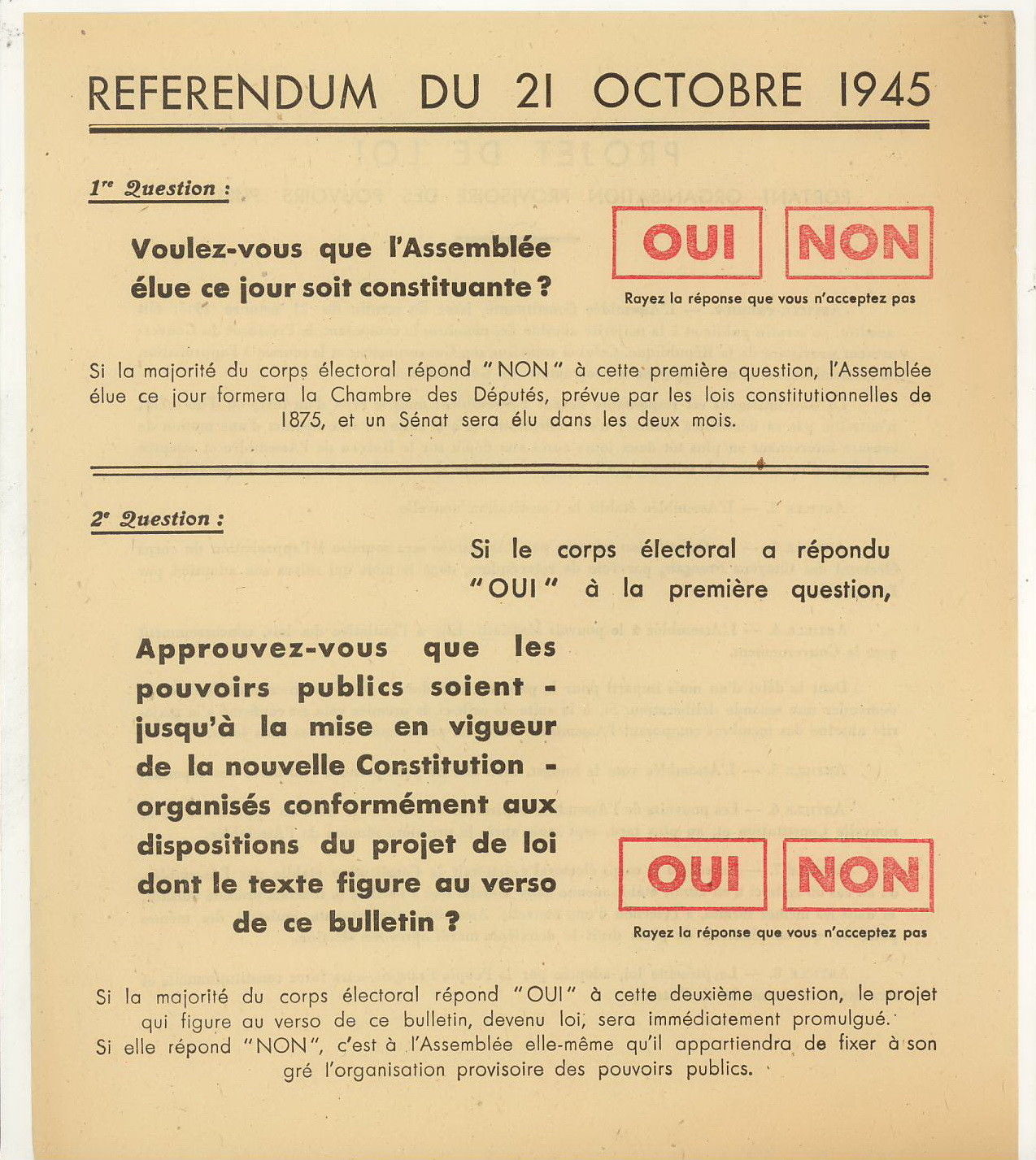
Bulletin de vote du référendum du 21 octobre 1945.

Le Gouvernement provisoire organise, par l'ordonnance du 17 août 1945, le référendum du 21 octobre 1945, en parallèle d'élections législatives.
Lors de ce référendum, deux questions sont posées aux Français :
1. « Voulez-vous que l’Assemblée Nationale, élue ce jour, soit Constituante ? »
2. « Si le corps électoral a répondu oui à la première question, approuvez-vous que les pouvoirs publics soient, jusqu'à la mise en vigueur de la nouvelle Constitution, organisés conformément au projet ci-contre ? »

Il ne s'agit pas de la première élection politique ouverte aux votes des femmes, puisque cette première a eu lieu le 29 avril 1945 lors des élections municipales.

### 1requestion: Rédaction d'une nouvelle constitution
Celle-ci pose en réalité la question du rétablissement des institutions de la Troisième République telle que prévue par les lois constitutionnelles en vigueur. Il ne peut pas y avoir une continuité des actes constitutionnels de 1940, puisque ceux ci sont considérés comme illégitimes et illégaux tout comme le régime de Vichy dans on ensemble par le Gouvernement provisoire et par l'ensemble des Français au jour de la victoire. Tous les partis, à l'exception de certains radicaux prônent le OUI.
À la suite de la réponse des électeurs, les institutions de 1875 ne sont donc pas rétablies mais les lois constitutionnelles ne sont pas encore abrogées, puisque aucun autre projet de Constitution n'est encore entré en vigueur. La nouvelle Assemblée Nationale a donc pour mission de rédiger un nouveau projet de Constitution.

### 2dequestion: organisation des pouvoirs publics

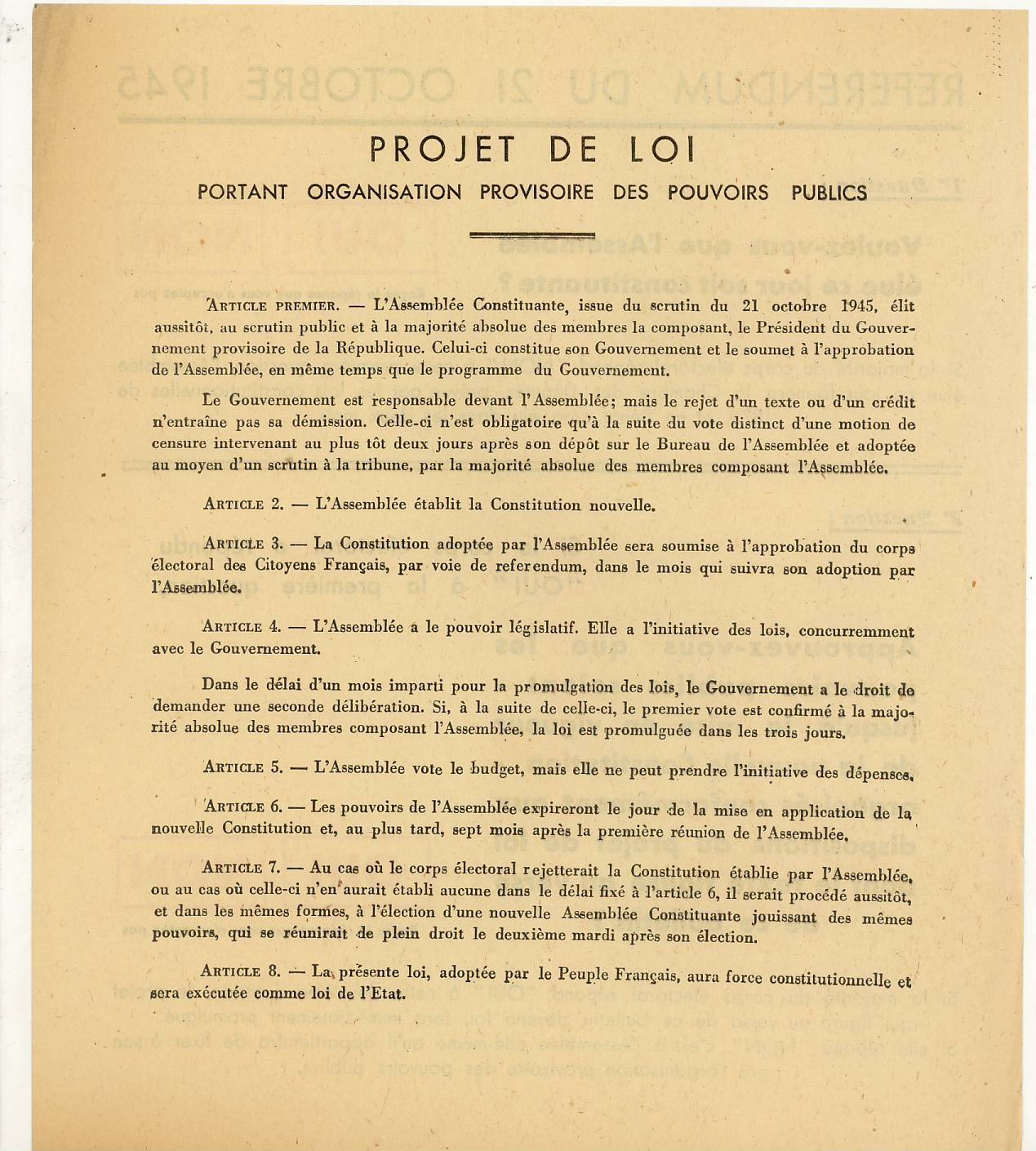
Projet de loi du référendum du 21 octobre 1945 (verso du bulletin de vote).

La seconde question était : « Si le corps électoral a répondu oui à la première question, approuvez-vous que les pouvoirs publics soient, jusqu'à la mise en vigueur de la nouvelle Constitution, organisés conformément au projet ci-contre ? ».
Si le peuple français avait répondu  NON  à cette question, il était prévu que l'Assemblée Constituante élue définisse elle-même, « à son gré », les rapports entre les pouvoirs publics.
Selon la tradition française, le pouvoir constituant est illimité. En répondant OUI le corps électoral rompait avec cette tradition et apportait des limitations à la souveraineté de l'Assemblée. Son rôle se bornait à préparer dans des délais contraints un texte qui ne pouvait entrer en vigueur que s'il était ratifié par un vote populaire. L'organisation transitoire des pouvoirs lui était par ailleurs imposée. L'innovation était donc considérable sans doute par crainte que le Parti communiste se serve de l'Assemblée pour s'emparer définitivement du pouvoir.

#### Organisation provisoire
Le texte qui est annexé est en fait un projet de loi, élevé à la valeur constitutionnelle au même titre que les lois de 1875 s'il est adopté par le peuple français. Cette consécration constitutionnelle, bien que précaire, doit ainsi permettre aux pouvoirs publics de se soumettre à cette loi, et de mener une action politique, attendue urgemment. On a aussi qualifié ce texte de « petite Constitution ».
Ce projet de loi n'a donc pas pour seule vocation de définir la procédure d'adoption de la Constitution, mais aussi d'établir les rapports entre pouvoirs publics jusqu'à la promulgation de la nouvelle constitution et ce, dans un texte minimaliste de huit articles.
Ainsi, il dessine une responsabilité politique du Gouvernement qui n'est valable que dans l'hypothèse de l'adoption d'une motion de censure par la majorité des membres composant l'Assemblée nationale (article 1er). L'Assemblée a l'initiative des lois concurremment avec le Gouvernement (article 4). Enfin, le Président du Gouvernement provisoire de la République française est élu par l'Assemblée, dans le respect de la tradition parlementaire française.
Surtout, ce projet de transition constitutionnel décide de donner un mandat très bref à cette Assemblée Constituante : elle cessera son mandat au jour de l'entrée en vigueur de la nouvelle Constitution, ou sept mois au plus tard. La transition doit légitimement être la plus rapide possible, mais toutefois de manière démocratique : il est prévu que la Constitution adoptée par l'Assemblée doit être présentée aux Français par la voie du référendum. S'ils refusent le texte, il sera procédé de manière identique, avec l'élection d'une nouvelle Assemblée constituante.
Le projet de loi relatif à l'organisation des pouvoirs publics est adopté, et le projet de loi est promulgué, formant la Loi constitutionnelle du 2 novembre 1945.

### Campagne référendaire
L'ensemble des partis appellent à voter oui à la première question à l'exception notable du parti radical appelant au maintien du régime en vigueur depuis 1875.
Les partis en faveur de l'Assemblée constituante ont pour la plupart appelés à voter oui pour la seconde question portant sur l'organisation des pouvoirs publics à l'exception du Parti communiste pourtant force gouvernementale.

## Résultats détaillés
Les deux votes ayant lieu sur un même bulletin, seuls les votes Pour et Contre diffèrent.
| Choix                    | 1re question | 1re question | 2d question | 2d question |
| Choix                    | Votes        | %            | Votes       | %           |
| ------------------------ | ------------ | ------------ | ----------- | ----------- |
| Pour                     | 18 584 746   | 96,37        | 12 794 943  | 66,48       |
| Contre                   | 699 136      | 3,63         | 6 449 206   | 33,51       |
|                          |              |              |             |             |
| Votes valides            | 19 283 882   | 94,74        | 19 244 149  | 94,55       |
| Votes blancs et nuls     | 1 070 103    | 5,26         | 1 109 836   | 5,45        |
| Total                    | 20 353 985   | 100          | 20 353 985  | 100         |
| Abstentions              | 5 391 007    | 20,94        | 5 391 007   | 20,94       |
| Inscrits / Participation | 25 744 992   | 79,06        | 25 744 992  | 79,06       |

Voulez-vous que l'Assemblée élue ce jour soit constituante ?
| Pour 18 584 746 (96,37 %) |
| ▲                         |
| Majorité absolue          |

Si le corps électoral a répondu oui à la première question, approuvez-vous que les pouvoirs publics soient, jusqu'à la mise en vigueur de la nouvelle Constitution, organisés conformément aux dispositions du projet dont le texte figure au verso de ce bulletin ?
| Pour 12 794 943 (66,48 %) |  |  | Contre 6 449 206 (33,51 %) |
| ▲                         |  |  |                            |
| Majorité absolue          |  |  |                            |

## Conséquences
Le peuple français approuve très majoritairement l'établissement d'une nouvelle constitution et pour la plupart acceptent la loi constitutionnelle transitoire. 
L'Assemblée élue élaboras premier projet de Constitution qui sera rejeté lors du référendum de mai 1946. 
Le second projet élaboré par la seconde Assemblée constituante est finalement adopté lors d'un second référendum en octobre. Au total, il a fallu un an et six jours pour qu'une nouvelle Constitution entre en vigueur, et stabilise pleinement l'organisation institutionnelle française.